# Верба (Ровненская область)
Верба (укр. Верба) — село в Дубенском районе Ровненской области Украины. Административный центр Вербской сельской общины.
Расположено на левом берегу реки Иква (приток Стыра).
Население по переписи 2001 года составляло 2863 человека. Почтовый индекс — 35670. Телефонный код — 3656. Код КОАТУУ — 5621681201.